# Ramocsa
Ramocsa község Zala vármegyében, a Lenti járásban.

## Fekvése
Zala vármegye határán, Csesztregtől északra, Kerkafalva szomszédságában fekvő település; legközelebbi szomszédja, az északnyugati irányban fekvő Kerkáskápolna már Vas vármegye Körmendi járásához tartozik. Főutcája a Lentitől a bajánsenyei határátkelőhelyig húzódó 7416-os út.

## Nevének eredete
Neve a Rama személynév '-csa' becéző képzős származékából alakult ki. Eredete a német Rami, Ramo alakból vezethető le.

## Története
Ramocsa Zala vármegye aprófalvainak egyike, a zalai településszerkezet egyik jellemző példája. Nevét 1378-ban említik először Ramcha-ként. Első említésekor a bekcsényi (becsehelyi) főesperességhez tartozott.
A 15. században telepedett le itt a Ramon család. A család által lakott rész nem a mai, hanem a község keleti részén volt. Ez a török időkben lakatlanná vált, a Pusztaramocsa elnevezés erre utal.
1513-ban Porosznyák Jakab és Hegyi István voltak a birtokosok. A Hegyiektől 1570-ben az alsólendvai Bánffy családból való alsólendvai Bánffy László szerezte meg, királyi adományként. A 17. század közepén a falu lakosságáról képet kaphatunk Batthyány Ádám pátense alapján. A főkapitány 1652-ben elrendelte Lenti várának építésére, hogy a falvaktól házanként 20 szál fát szállítsanak. Ramocsának 240 szálat kellett adni. 1673-ban a lendvai várhoz 2 forint 25 dénár pénzes dézsmát fizettek.
Valamelyik török portya ezután elpusztíthatta, mert a következő híradás szerint, melyet Kanizsa felszabadulása évében, 1690-ben jegyeztek le, a falu elnéptelenedett és pusztává vált.
Lassan visszatelepültek lakói, részben új telepesek is jöttek, irtották az erdőt. A jelzett irat szerint Porosznyák Miklós birtoka volt a falu.
Ugyancsak birtokos a községben a herceg Esterházy család is. A településen élő kisnemes birtokosai között található többek között a Porosznyák László, Csányi Ferenc özvegye, Vasdinnyei Miklós és Babos János.
1720-ban már volt szerény termelés. kétnyomásos gazdálkodást folytattak, egy köbölre kettő termett a köves és agyagos földön.
Az 1828-as összeírásban megjegyezték, hogy a rossz minőségű, agyagos, kavicsos területen a terület felét rendszeresen parlagon hagyták. Főleg tavaszi gabonát, rozsot, zabot, kölest és kevés búzát vetettek. A termények utáni papi tized-et természetben, a kilencedet pedig készpénzzel fizették. Sok elhagyott föld volt még. A rétek egy részét rendszeresen elöntötte a Kerka.
A többségében nemesek lakta hely 1848 előtt szabad község volt. A földesurak és a jobbágyok birtokainak elkülönítését 1859-ben rendeletre kezdték el, az 1865-re elkészült ugyan (e szerint 119 hold volt jobbágyi, 469 hold pedig nemesi birtok volt), de az okmányokat csak 1902-ben hitelesítették.
1935-ben megművelt területe mindössze 459 kataszteri hold volt, melyet 54 birtokos művelt. A faluban 35 lakóházban éltek. Iskolája nem volt. Egy kocsmája volt. Posta és távírda Senyeházán működött (a mai Bajánsenye). A lakosok száma 152, egy német kivételével mind magyarok. A felekezeti megoszlás pedig: 95 református, 53 katolikus és 4 ágostai evangélikus vallású volt. A reformátusok és katolikusok az évszázados ellenállást feladva a 19. században közös temetkezési helyet alakítottak ki. 1929-ben pedig közös haranglábat építettek, melynek ormán egymás mellé helyezték a keresztet és a csillagot. Az utókor tiszteletben tartotta ezt a hagyományt, az 1993-ban épített új haranglábra is elhelyezték a két egyház jelképét.
Az 1945-ös földreform során kevesen igényeltek földet, amely az egyház és a nagybirtokosok földjeinek felosztásával kezdődött. A felosztható földek mennyisége sosem volt elég. A községben megszervezett termelőszövetkezet "Vörös Csillag" 1964-ben beleolvadt a kerkafalvai "Április 4" Tsz-be.
Korábban a közeli Bajánsenyéről jó vasúti kapcsolata volt. Amikor a síneket felszedték, sokat romlott a közlekedési helyzet. A szlovén-magyar vasút megépítése, melynek nyomvonala a közelben fog vezetni, Ramocsát is kedvező helyzetbe hozhatja.
A tanács 1965-ben megszűnt és 1990-ig Csesztreg közös Községi Tanács Társközsége lett. A rendszerváltáskor megalakult önkormányzat öt környező településsel alkot közös körjegyzőséget. A jobb megközelítés érdekében a jegyzői székhely Csesztregen van.
A lakosság az 1960-as években kezdett el nagy mértékben csökkenni, amikor a jobb megélhetésért nemcsak ingáztak, hanem el is költöztek a lakosok. Az elvándorlás ugyan megállt, de a lakosság ma csak 31 fő, akik 22 háztartásban laknak. Jobb közlekedési lehetőségek, közeli munkalehetőségek kellenének egy pozitív fordulathoz és a népesség gyarapodásához.

## Közélete

### Polgármesterei
- 1990–1994: Pahocsa Jenő (független)[3]
- 1994–1998: Pahocsa Jenő (független)[4]
- 1998–2002: Pahocsa Jenő (független)[5]
- 2002–2006: Pahocsa Balázs (független)[6]
- 2006–2010: Gerencsér Tamás (független)[7]
- 2010–2014: Gerencsér Tamás (független)[8]
- 2014–2019: Jankovics László (független)[9]
- 2019–202?: Jankovics László (független)[10]
- 2022–2024: Pahocsa Balázs (független)[11]
- 2024– : Pahocsa Balázs (független)[1]

A településen 2022. június 26-án időközi polgármester-választást kellett tartani, mert a korábbi képviselő-testület 2021. június 30-án feloszlatta magát. A választáson a korábbi (mindössze 3 fős) képviselő-testület egyik tagja és egy másik független jelölt indult, a falu 23 választópolgárából mindössze egy fő nem szavazott, s a többiek nagy többséggel a rutinosabb aspiránst támogatták.

## Népesség
A település népességének változása:
| Lakosok száma | 31   | 39   | 43   | 36   | 31   | 34   | 29   |
|               | 2013 | 2014 | 2015 | 2021 | 2022 | 2023 | 2024 |

A 2011-es népszámlálás idején a nemzetiségi megoszlás a következő volt: magyar 100%. A lakosok 22,8%-a római katolikusnak, 25,7% reformátusnak vallotta magát (48,6% nem nyilatkozott).
2022-ben a lakosság 87,1%-a vallotta magát magyarnak, 6,5% szerbnek, 9,7% egyéb, nem hazai nemzetiségűnek (12,9% nem nyilatkozott; a kettős identitások miatt a végösszeg nagyobb lehet 100%-nál). Vallásuk szerint 48,4% volt református,  16,1% római katolikus, 3,2% felekezeten kívüli (32,3% nem válaszolt).

## Nevezetességei
Ökumenikus harangláb
A falun keresztül halad a Szent Márton zarándokút.